# Patrick Bruel
Patrick Bruel (Tlemcen (Algerije), 14 mei 1959) is een Frans zanger en acteur van Joodse komaf.

## Levensloop
Zijn ouders waren joodse Berbers uit Tlemcen in het noordwesten van Algerije. Zijn vader verdween toen Patrick drie jaar oud was. Samen met zijn moeder ging hij naar Argenteuil, een voorstad van Parijs. Zijn grote passie was voetbal en in die tijd was zijn grote voorbeeld Johan Cruijff. Zijn moeder overtuigde hem ervan dat hij een goede opleiding nodig had en hij haalde zijn DEUG in Engels.
In 1978 werkte hij als G.O. (Gentil Organisateur) bij Club Med en hij organiseerde er talentenjachten en deed er zelf ook aan mee. Hij werd gehoord door iemand van Barclay, die hem een singletje liet maken: Vide en op de achterkant Jusqu'au bout. Het werd geen doorbraak. In 1979 speelde hij zijn eerste filmrol in Le coup de Sirocco van regisseur Alexandre Arcady.
Om een beetje op adem te komen en om te beslissen wat hij uiteindelijk wilde doen, vertrok hij naar New York. In eerste instantie om zijn toenmalige vriendin na te reizen, maar de twee geplande weken werden uiteindelijk twee jaar. Hij leerde tevens Gérard Presgurvic kennen, met wie hij het nummer Marre de cette nana-là schreef.
Terug in Frankrijk kreeg hij verschillende filmrollen aangeboden en hij richtte zich meer op het schrijven van teksten. In 1987 stond hij in Olympia op de planken voor een aantal concerten. Hoewel ze goed bezocht werden, was het nog steeds geen doorbraak.

### Doorbraak
Die doorbraak kwam met het album Alors regarde. Daarop staan nummers als Place des grands hommes en het later nogmaals uitgebrachte Casser la voix, dat ver buiten de grenzen van Frankrijk bekend werd. De tour na het album Alors regarde was een succes. Hij slaagde er in om als Franse artiest een aantal keer Ahoy te vullen, waarvan twee keer volledig uitverkocht.
In Frankrijk werd in het begin van de jaren negentig gesproken over de "Generatie Bruel". Hij werd er om geprezen dat hij jong genoeg was om de jongeren aan te spreken en oud genoeg om met de volwassenen mee te praten. Later trad Bruel op in het Palais Omnisports de Paris-Bercy en kwam hij nog een paar keer naar Nederland.
Naast romantische liedjes zingt Bruel ook over zaken in de politiek waar hij het niet mee eens is en maakt hij zich daar sterk voor. Op 21 juni 1995 weigerde hij in Toulon op te treden omdat de burgemeester lid was van het Front National. De voorman van het FN, Jean-Marie Le Pen, viel hem hierover publiekelijk aan. Eerder, in 1990, trad Bruel op tijdens SOS Racisme. Ook bij demonstraties, zoals tegen de Loi Debré in 1998, liep hij vooraan met onder andere Emanuelle Béart. Bruel steunt vele goede doelen. Hij treedt op tijdens benefietconcerten tegen kanker, aids, en verleende ook zijn medewerking aan een humanitaire actie voor Somalië. Samen met andere artiesten, zoals Pascal Obispo en Jean-Jacques Goldman maakt hij deel uit van de groep Les Enfoirés en staat in dat kader al jaren op het podium voor de restos du coeur, om geld in te zamelen voor dak- en thuislozen.
In december 2013 was hij de presentator van het Franse televisieprogramma Téléthon, dat geld inzamelt om onderzoek te bekostigen om spierziekten tegen te gaan. Om dit te promoten kwam 'Un arc en ciel' uit, dat hij eerder schreef met zijn (inmiddels ex-)vrouw Amanda Sthers. Dit zong hij met Marina Russo, die een spierziekte heeft, en de Franse zanger Cali en Bénabar. iTunes steunt deze actie voor de eerste keer kosteloos (het geld dat men betaalt voor de download gaat 100% naar het goede doel).
In 2002 schreef Bruel samen met Rick Allison en Marie-Florence Gros het nummer 'Il faut du temps' voor het Eurovisiesongfestival in Estland. Het werd vertolkt door Sandrine François en zij behaalde de vijfde plaats.
Bruel speelt poker en is te zien op diverse instructie-dvd's voor poker. Bruel is vaak te gast in het Franse programma 'Star Académy' (de Franse variant van Starmaker). Hij treedt ook op met onbekende artiesten en geeft hen tips en adviezen. Ook is hij producer van een aantal artiesten (Julie Reins, Domino, Carrapicho) die onder zijn eigen platenlabel Rendez-vous musique/14 Productions werken.

## Persoonlijk
In september 2004 trouwde hij met de ruim twintig jaar jongere schrijfster Amanda Maruani (bekend als Amanda Sthers). Samen kregen ze twee zonen Oscar (2003) en Léon (2005). Zij zijn gescheiden in 2007.

## Discografie

### Albums
| Album met eventuele hitnotering(en) in de Nederlandse Album Top 100 | Datum van verschijnen | Datum van binnenkomst | Hoogste positie | Aantal weken | Opmerkingen |
| ------------------------------------------------------------------- | --------------------- | --------------------- | --------------- | ------------ | ----------- |
| De(ux) face(s)                                                      | 1986                  | -                     |                 |              |             |
| Si ce soir                                                          | 1992                  | 29-02-1992            | 31              | 22           | Livealbum   |
| Alors regarde                                                       | 1992                  | 30-05-1992            | 47              | 25           |             |
| Bruel / 3                                                           | 1994                  | 14-05-1994            | 43              | 8            |             |
| Juste avant                                                         | 25-10-1999            | 15-04-2000            | 43              | 12           |             |
| Entre deux...                                                       | 03-06-2002            | 12-10-2002            | 49              | 7            |             |
| Des souvenirs devant...                                             | 20-03-2006            | 15-07-2006            | 69              | 3            |             |
| Lequel de nous                                                      | 26-11-2012            | -                     |                 |              |             |
| Ce soir on sort                                                     | 02-11-2018            | -                     |                 |              |             |
| Encore une fois                                                     | 18-11-2022            | -                     |                 |              |             |

| Album met hitnotering(en) in de Vlaamse Ultratop 200 albums | Datum van verschijnen | Datum van binnenkomst | Hoogste positie | Aantal weken | Opmerkingen |
| ----------------------------------------------------------- | --------------------- | --------------------- | --------------- | ------------ | ----------- |
| Des souvenirs devant...                                     | 2006                  | 08-04-2006            | 86              | 1            |             |
| Lequel de nous                                              | 2012                  | 08-12-2012            | 58              | 1*           |             |

### Singles
| Single met eventuele hitnotering(en) in de Nederlandse Top 40 | Datum van verschijnen | Datum van binnenkomst | Hoogste positie | Aantal weken | Opmerkingen                                          |
| ------------------------------------------------------------- | --------------------- | --------------------- | --------------- | ------------ | ---------------------------------------------------- |
| Casser la voix                                                | 1990                  | 24-02-1990            | tip10           | -            | Nr. 77 in de Single Top 100                          |
| Décalé                                                        | 1991                  | 31-08-1991            | tip14           | -            | Nr. 66 in de Single Top 100                          |
| Casser la voix (Live)                                         | 1992                  | 29-02-1992            | 8               | 8            | Nr. 8 in de Single Top 100 / Alarmschijf             |
| J'te l'dis quand même (Live)                                  | 1992                  | 23-05-1992            | tip5            | -            | Nr. 45 in de Single Top 100                          |
| Décalé (Live)                                                 | 1992                  | 11-07-1992            | tip17           | -            | met Mariza Corréa / Nr. 70 in de Single Top 100      |
| Elle m'regardait comme ça                                     | 1992                  | -                     |                 |              | Nr. 82 in de Single Top 100                          |
| J'te mentirais...                                             | 2000                  | -                     |                 |              | Nr. 81 in de Single Top 100                          |
| Pour la vie                                                   | 2000                  | -                     |                 |              | Nr. 92 in de Single Top 100                          |
| Tout s'efface                                                 | 2001                  |                       |                 |              | Nr. 95 in de Single Top 100                          |
| Dit is mijn stem (Casser la voix)                             | 2006                  | -                     |                 |              | met Xander de Buisonjé / Nr. 64 in de Single Top 100 |

| Single met hitnotering(en) in de Vlaamse Ultratop 50 | Datum van verschijnen | Datum van binnenkomst | Hoogste positie | Aantal weken | Opmerkingen |
| ---------------------------------------------------- | --------------------- | --------------------- | --------------- | ------------ | ----------- |
| Qui a le droit... (Live)                             | 1992                  | 18-01-1992            | 50              | 1            |             |
| Casser la voix (Live)                                | 1992                  | 11-04-1992            | 37              | 2            |             |
| Lequel de nous                                       | 2012                  | 01-12-2012            | tip94*          |              |             |

### NPO Radio 2 Top 2000
| Nummers met noteringen in de NPO Radio 2 Top 2000 | '99  | '00 | '01  | '02 | '03 | '04  | '05  | '06 | '07  | '08 | '09  | '10  | '11  | '12  | '13  | '14  | '15  | '16  | '17  | '18  | '19  | '20  | '21  | '22  | '23  | '24  |
| ------------------------------------------------- | ---- | --- | ---- | --- | --- | ---- | ---- | --- | ---- | --- | ---- | ---- | ---- | ---- | ---- | ---- | ---- | ---- | ---- | ---- | ---- | ---- | ---- | ---- | ---- | ---- |
| Casser la voix                                    | 1084 | -   | 1482 | 916 | 919 | 1154 | 1127 | 645 | 1353 | 945 | 1077 | 1010 | 1009 | 1036 | 1026 | 1077 | 1041 | 1162 | 1305 | 1650 | 1783 | 1775 | 1389 | 1133 | 1419 | 1634 |
| J'm'attendais pas à toi                           | ×    | ×   | ×    | ×   | ×   | ×    | ×    | 201 | 1224 | 840 | 1861 | 1964 | -    | -    | -    | -    | -    | -    | -    | -    | -    | -    | -    | -    | -    | -    |

1. ↑  Een '-' betekent dat het nummer niet was genoteerd, een '×' betekent dat het nummer nog niet was uitgebracht en een vetgedrukt getal geeft de hoogste notering van een nummer aan.

### Concertregistraties
- En concert Olympia (1987)
- Si ce soir (1991)
- On s'était dit: tour 95 (1995)
- Rien ne s' efface Bruelive (2001)
- Entre Deux à l' Olympia (2003)
- Des souvenirs ensemble (2007)
- Seul... ou presque (2009)
- Lille/live (2014) (TF1 zond het concert dat hij op 5 september 2014 gaf in Lille in het Stade Pierre Mauroy, live uit)
- Ce Soir... Ensemble (TF1 zond het concert dat hij op 7 december 2019 gaf in Parijs in la Défense Aréna, live uit).
- In november 2022 werd het laatste tourconcert van Patrick Bruel in het Forum in Luik opgenomen

### Filmografie
- Le Coup de Sirocco (1979)
- Ma femme s'appelle reviens (1982)
- Les Diplômés du dernier rang (1982)
- Le Bâtard (1983)
- Le Grand carnaval (1983)
- Marche à l'ombre (1984)
- La Tête dans le sac (1984)
- P.R.O.F.S. (1985)
- Suivez mon regard (1986)
- La Mémoire tatouée (1986)
- Attention bandits (1987)
- Un homme amoureux (1987, nasynchronisatie)
- La Maison assassinée (1988)
- L'Union sacrée (1989)
- Force majeure (1989)
- Il y a des jours... et des lunes (1990)
- Toutes peines confondues (1992)
- Profil Bas (1993)
- Sabrina (1995)
- Les Cent et une nuits (1995)
- Hommes femmes mode d'emploi (1996)
- Le Jaguar (1996)
- K (1997)
- Paparazzi (1998)
- Hors jeu (1998)
- The Misadventures of Margaret (1998)
- Lost and found (1999)
- Le Lait de la tendresse humaine (2001)
- Le Marquis (2000)
- Les Jolies choses (2001)
- Sinbad (2003, nasynchronisatie)
- Une vie à t'attendre (2004)
- El Lobo (2004)
- O Jerusalem / Beyond Friendship (2006)
- Un secret (2007)
- Le code a changé (2009)
- Comme les 5 doigts de la main (2010)
- Paris Manhattan (2012)
- Le Prénom (adaptatie van toneelstuk dat hij speelde in Parijs in 2010-2012)
- Les gamins (2013)
- Les Yeux jaunes des crocodiles (2014)
- Tu Veux Ou Tu Veux Pas (2014)
- Ange et Gabrielle (2015)
- Un sac de billes (2017)
- Una Famiglia (2017)
- Holy Lands (2018)
- Le meilleur reste à venir (2019)
- Villa Caprice (werd in de zomer in 2019 gefilmd, is door Corona in het najaar van 2021 pas uitgekomen).

## Poker
Bruel is behalve acteur een verdienstelijk pokerspeler. Hij won in 1998 een WSOP-bracelet door het $5.000 Limit Hold'em-toernooi te winnen.

## Theater
Le Charimari:
Begin september 1981 stond Bruel op de planken met het stuk 'Le Charimari'. Dit stuk speelde tot in 1982 en zijn tegenspelers waren Micheline Boudet, Pierre Tornade, Bertrand Penot en Isabelle Andriolo. Het speelde in het Parijse Théâtre Saint-Georges.
On m'appelle Emilie:
Vanaf 12 oktober 1984 stond hij wederom op de planken, dit keer in het stuk 'On m'appelle Emilie'. Dit stuk is geschreven door Maria Pacôme. Bruel speelde Henri, eveneens in Théâtre Saint-Georges.
La Grande Magie:
Bruel was in 1998 producent van het stuk 'La Grand Magie', van Eduardo De Filippo. Zijn broer David Moreau componeerde de muziek voor het stuk.
Le Limier:
Na een 'pauze' van twintig jaar speelde hij op 26 september 2002 in het stuk 'Le Limier', samen met Jacques Weber. Dit keer in het Théâtre de la Madeleine in Parijs. Bruel speelde Milo Tindle. Het stuk is een bewerking van 'Sleuth' van Anthony Shaffer.
Le Prénom:
Vanaf 7 september 2010 speelde Bruel in het stuk 'Le Prénom' in Théâtre Edouard VII (Parijs). Hij speelde de rol van Vincent. Dit stuk had zoveel succes dat er is besloten werd een verfilming te maken. Tevens werd dit stuk in meerdere landen opgevoerd zoals Duitsland en Canada.

## Trivia
- Na het bezoeken van een concert van Michel Sardou in het Olympia-theater in Parijs werd Patrick als tiener gegrepen door de relatie die Sardou had met zijn publiek. Hij besloot dat hij net zo'n artiest als Sardou wilde worden en kocht de dag erna een gitaar en leerde zichzelf spelen op het instrument.
- Het praatprogramma Tour du Jour, een tv-programma in het teken van de Tour de France van RTL 7 (tot 28 september 2019) had in 2019 als tune 'Pas eu le temps' van het album 'Ce soir on sort' en was deels te horen in het begin, het midden en aan het eind van het programma.
- Patrick heeft in de clip van het nummer Côté Ouest van rapgroep 47Ter een klein rolletje als barman.
- Bij de herdenkingsdienst voor de Franse voetballer David di Tomasso die bij FC Utrecht speelde en op 29 november 2005 overleed aan de gevolgen van een acute hartstilstand, werd op indrukwekkende wijze in het Stadion Casser la voix gedraaid.
- Het nummer 'De reünie' van Guus Meeuwis & Vagant is een cover van Bruel's 'Place des grands hommes'
- Hoewel zijn liefde voor de muziek van Jacques Brel anders doet vermoeden, is zijn (destijds) artiestennaam geen verbastering van Brel. Aan de vooravond van het uitkomen van zijn eerste film in 1979, le Coup de Sirocco, vond zijn familie dat hij er beter aan deed om een artiestennaam aan te nemen. Bij het doorzoeken van de krant stuitte hij op de naam 'Bruel'.
- Tijdens de coronacrisis zette Bruel zich in voor het ziekenhuispersoneel. Zelf slachtoffer van (mildere) coronaklachten, heeft hij aan den lijve ondervonden hoe belangrijk zij zijn. Zijn lied Héros van het album ' Ce soir on sort' droeg hij meerdere keren op aan het zorgpersoneel. Om zijn fans een hart onder de riem te steken organiseerde hij op regelmatige basis tijdens de lockdown in Frankrijk '@Home Concerts'. Tijdens sommige van deze concerten vroeg hij de fans om live geld te doneren voor het zorgpersoneel en hij beloofde om het uiteindelijke bedrag te verdubbelen. Zijn fans doneerden € 100.000,00 dus er werd € 200.000,00 verdeeld onder verschillende zorginstellingen.
- Zijn grootste fan in Nederland heeft bijna 10.000 persartikelen uit binnen- en buitenland, en heeft meer dan 3 maanden lang non-stop aan kijk- en luisterplezier aan opgenomen tv- en radio-uitzendingen.
- De film Villa Caprice werd in november 2021 tijdens 'Tapis Rouge', een filmfestival in Amsterdam, gepresenteerd in aanwezigheid van Patrick Bruel, maar deze is in Nederland nooit officieel uitgekomen.

- Bibsys: 8014853
- Biblioteca Nacional de España: XX867351
- Bibliothèque nationale de France: cb13891922v (data)
- Gemeinsame Normdatei: 119267462
- International Standard Name Identifier: 0000 0001 0929 1260
- Library of Congress Control Number: n92059183
- MusicBrainz: bbd476fe-2987-4e5a-a278-ce5d5f3a6b9c
- Nationale Bibliotheek van Tsjechië: xx0170490
- Nationale Bibliotheek van Israël: 987007429210805171
- Nationale Bibliotheek van Polen: a0000003104078
- Nederlandse Thesaurus van Auteursnamen: 097900664
- Réseau des bibliothèques de Suisse occidentale: 02-A003049662
- SNAC: w6mc95gz
- Système universitaire de documentation: 080876323
- Virtual International Authority File: 100917130
- WorldCat: E39PBJw4FBgm6M39gGH7FDJRrq